# PC/SC
PC/SC (abreviação de Personal Computer/Smart Card, em português, "Computador Pessoal/Cartão Inteligente") é uma especificação para integração de cartões inteligentes em ambientes de computação.
A Microsoft implementou o PC/SC no Microsoft Windows 200x/XP e o disponibiliza no Microsoft Windows NT/9x. Uma implementação gratuita do PC/SC, o PC/SC Lite, está disponível para Linux e outros Unixes. Uma versão bifurcada é fornecida com o Mac OS X.

## Grupo de trabalho

### Principais membros
- Gemalto
- Infineon
- Microsoft
- Toshiba

### Membros associados
Advanced Card Systems •  Alcor Micro •  Athena Smartcard Solutions •  Bloombase •  C3PO S.L. •  Cherry Electrical Products •  Cross S&T Inc. • Dai Nippon Printing Co., Ltd. •  Kobil Systems GmbH •  Silitek •  Nidec Sankyo Corporation •  O2Micro, Inc. •  OMNIKEY (HID Global) •  Precise Biometrics •  Realtek Semiconductor Corp. •  Research In Motion •  Sagem Orga  •  SCM Microsystems •  Siemens •  Teridian Semiconductor Corp.